# Pohronský Ruskov
Pohronský Ruskov (in ungherese Oroszka) è un comune della Slovacchia facente parte del distretto di Levice, nella regione di Nitra.